# 개웅중학교
개웅중학교(開雄中學校)는 대한민국 서울특별시 구로구 개봉동에 있는 공립 중학교이다.

## 학교 연혁
- 1987년 2월 12일 : 학교 설립 인가 (30학급)
- 1987년 3월 3일 : 신입생 입학식 (10학급 600명)
- 1990년 2월 14일 : 제1회 졸업식 (10학습 593명)
- 2021년 1월 11일 : 제32회 졸업식 (8학급 186명)
- 2021년 3월 1일 : 제12대 김정연 교장 취임
- 2021년 3월 2일 : 제35회 입학식 (8학급 190명)

## 참고 자료
- 개웅중학교 - 한국교육학술정보원 학교알리미